# Scott Yaphe
Scott Yaphe (né le 16 février 1970 à Montréal, Québec au Canada) est un acteur et humoriste canadien surtout connu pour avoir été membre du casting de la chaîne télévisée YTV du show de variété It's Alive!. Il bougea ensuite vers le jeu télévisé dans le show Uh Oh! qui fut annulé en 1996.
En 2009 il apparaît dans le film Amelia. Il joue également dans la série de la chaîne Disney XD, Aaron Stone dans le rôle de Ben Slivers.
En 2010 il joue le rôle de Zafer Griffin dans la série télévisée de la chaîne Cartoon Network, Les Aventuriers de Smithson High. Il a également été aperçu dans la série Rookie Blue diffusée sur la chaîne American Broadcasting Company. Yaphe a également fait de la publicité pour la marque de nourriture pour chat Whiskas.

## Vie personnelle
Yaphe est marié à  l'actrice et scénariste Jessica Holmes avec qui il a eu deux enfants, Alexa Lola et Jordan Harrison. Yaphe est aussi maître en Usui Ryoho Reiki.

## Filmographie
- 2009 : Amelia
- 2009 : Aaron Stone (TV) : Ben Slivers
- 2010 : Les Aventuriers de Smithson High (TV) : Zafer Griffin
- 2010 : Rookie Blue (TV)